# Ly dị cùng giới
Sự mở rộng quyền kết hôn dân sự, kết hợp dân sự và đăng ký cặp đôi đối với những cặp cùng giới ở nhiều nền luật pháp khác nhau có thể phát sinh những vấn đề pháp lý khi cặp đôi chia tay mà khi cặp đôi khác giới chia tay không phát sinh, đặc biệt nếu luật pháp của đất nước mà họ cư ngụ hoặc mang quốc tịch không cho phép hôn nhân cùng giới hoặc đăng ký cặp đôi.

## Tỉ lệ ly dị
Có nhiều nguồn thông tin cho rằng tỷ lệ ly hôn ở những cặp đôi đồng tính nữ cao hơn những cặp đôi dị giới và đồng tính nam. Tuy nhiên, những kết luận này vẫn còn thiếu những bằng chứng thực nghiệm.

### Bỉ
Năm 2009, ở Bỉ có 158 nam và 213 nữ đăng ký ly dị trong khi 1133 nam và 999 nữ đăng ký kết hôn.

### Đan Mạch
Năm 1997, tỉ lệ ly dị ở người đăng ký cặp đôi cùng giới (17%) thấp hơn đáng kể so với tỉ lệ ly dị ở cặp đôi khác giới (43%) ở Đan Mạch. Phần đông hôn nhân cùng giới ở Đan Mạch là cặp nam-nam và chỉ 14% trong số này ly dị so với 23% ở cặp đôi nữ-nữ. Tỉ lệ ly dị cao ở người đồng tính nữ phù hợp với dữ liệu cho thấy phụ nữ là bên chủ động ly dị trong hầu hết vụ ly dị của cặp đôi khác giới ở Đan Mạch.

### Hà Lan
Ở Hà Lan, phụ nữ đăng ký kết hôn nhiều hơn nam giới một ít: từ 2006 tới 2011 có trung bình 690 nữ và 610 nam đăng ký mỗi năm. Số ly dị cùng giới ở nữ cao hơn ở nam nhiều: trung bình có 100 nữ và 45 nam ly dị cùng giới mỗi năm.

### Na Uy và Thụy Điển
Một nghiên cứu về đăng ký cặp đôi cùng giới ngắn hạn ở Na Uy và Thụy Điển cho thấy tỉ lệ ly dị cùng giới cao hơn ly dị khác giới là 50-167% và những cặp đôi cùng giới nữ được coi là ít bền vững, hoặc dễ thay đổi, hơn những cặp đôi cùng giới nam.

### Vương quốc Anh
Tỉ lệ ly dị cùng giới trong 30 tháng đầu tiên của luật đăng ký cặp đôi dân sự thấp hơn 1% một ít ở Vương quốc Anh.

### Hoa Kỳ
Năm 2011, đối với những tiểu bang có số liệu, tỉ lệ chia tay ở cặp đôi cùng giới là bằng một nửa tỉ lệ chia tay ở cặp đôi khác giới. Tỉ lệ chia tay ở những cặp đôi cùng giới có đăng ký theo pháp luật là 1,1% trong khi 2% cặp đôi khác giới có kết hôn ly dị mỗi năm.